# Frank Lindsay Bastedo
Frank Lindsay Bastedo, QC (* 1886 in Bracebridge, Ontario; † 1973) war ein kanadischer Rechtsanwalt. Von 1958 bis 1963 war er Vizegouverneur der Provinz Saskatchewan.

## Biografie
Bastedo schloss 1909 sein Rechtsstudium an der University of Toronto ab. Zwei Jahre später zog er nach Regina und trat in eine Anwaltskanzlei ein. Von 1921 bis 1924 leitete er in Regina die Ortssektion der Konservativen Partei, strebte aber kein politisches Amt an. 1927 wurde Bastedo zum Kronanwalt ernannt. Als solcher vertrat er Fälle vor dem Obersten Gerichtshof in Ottawa und vor der Justizkommission des Privy Council in London.
Generalgouverneur Vincent Massey vereidigte Bastedo am 3. Februar 1958 als Vizegouverneur von Saskatchewan. Dieses Amt ist in der Regel rein zeremonieller Natur, allerdings besitzt der Vizegouverneur als Vertreter des kanadischen Monarchen theoretisch das Recht, sein Veto gegen Gesetze einzulegen. Bastedo verweigerte 1961 einem von der Regierung von Woodrow Stanley Lloyd beschlossenen Gesetz die Zustimmung und leitete es an den Generalgouverneur zur Beurteilung weiter. Der Generalgouverneur würde nur dann seine Zustimmung geben können, wenn die Bundesregierung das Gesetz genehmigte. Es war das erste Mal seit 1937, dass ein Vizegouverneur die Zustimmung verweigerte (1937 hatte John Campbell Bowen drei Gesetze der Regierung von Alberta als verfassungswidrig erklärt).
Das zurückgewiesene Gesetz betraf Änderungen an bestimmten Schürfrechten für Bodenschätze. Bastedo bemängelte, dass das Gesetz Hunderte von Schürfrechten betreffe und dass es Auswirkungen habe, die nicht im Interesse der Öffentlichkeit stünden; daher sei die Rechtmäßigkeit in Zweifel zu ziehen. Bastedos Berater hatten ihn vergeblich vor diesem Schritt gewarnt, auch hatte er sich nicht mit der Bundesregierung beraten. Die Bundesregierung von John Diefenbaker erließ daraufhin ein Dekret, mit welchem das Gesetz doch noch in Kraft treten konnte. Es war das bisher letzte Mal, dass ein Vizegouverneur die Zustimmung verweigert hatte. Bastedo blieb bis zum 1. März 1963 im Amt.